# Miconia albicans
Miconia albicans là một loài thực vật có hoa trong họ Mua. Loài này được (Sw.) Steud. mô tả khoa học đầu tiên năm 1841.

## Hình ảnh

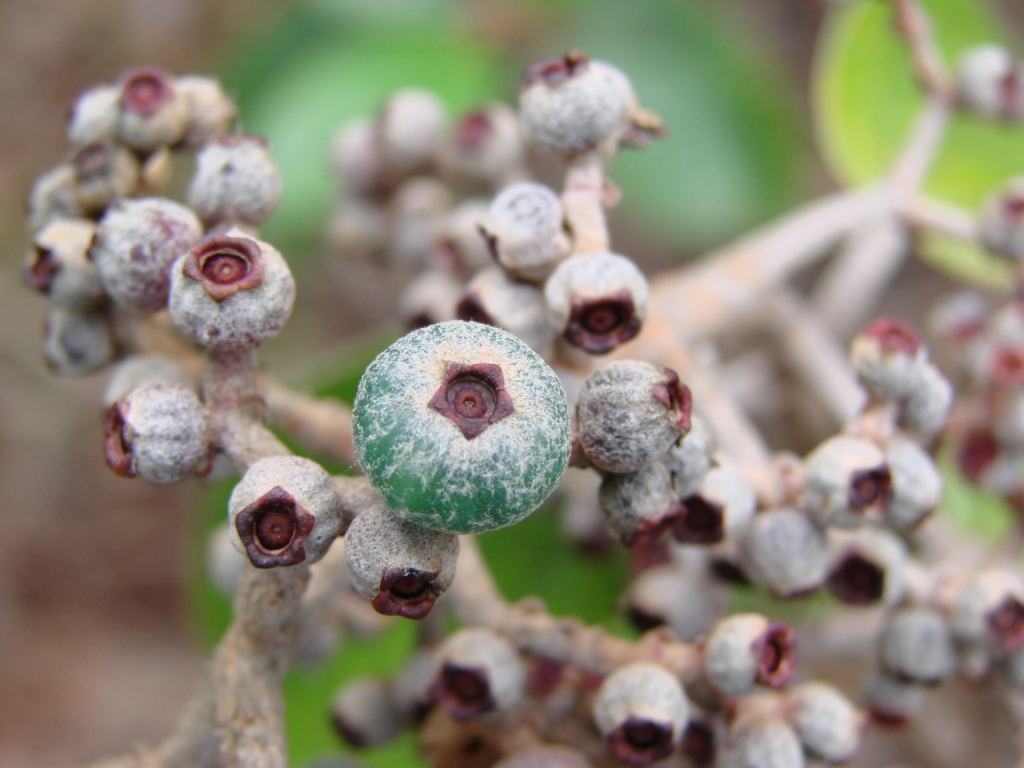
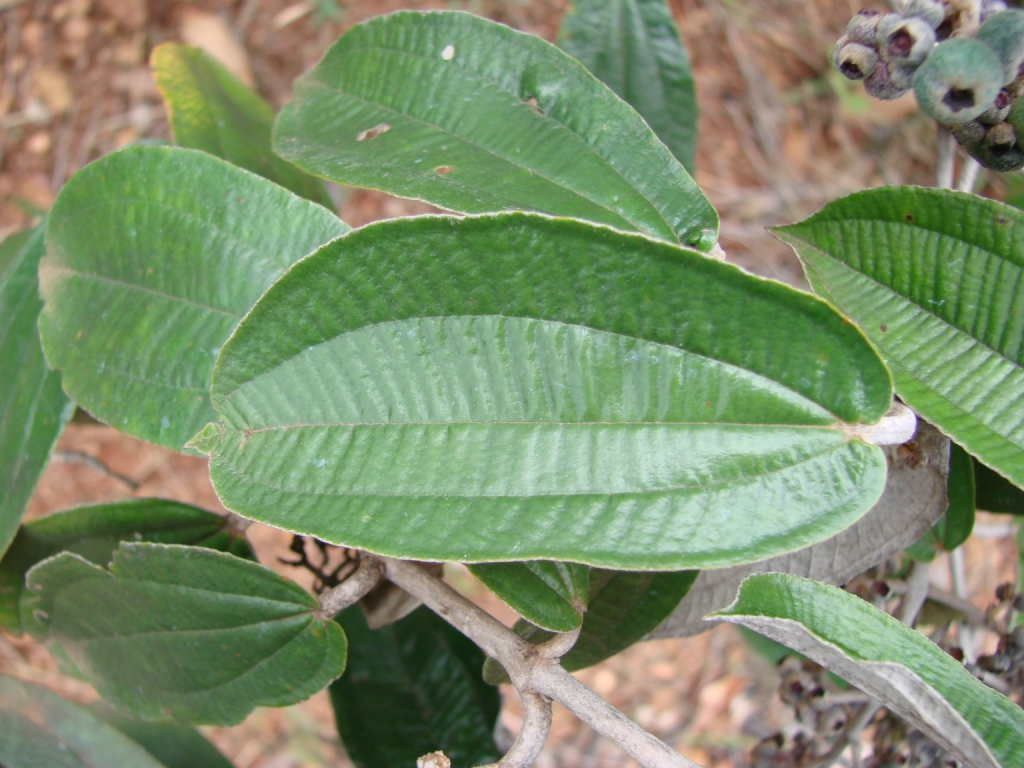
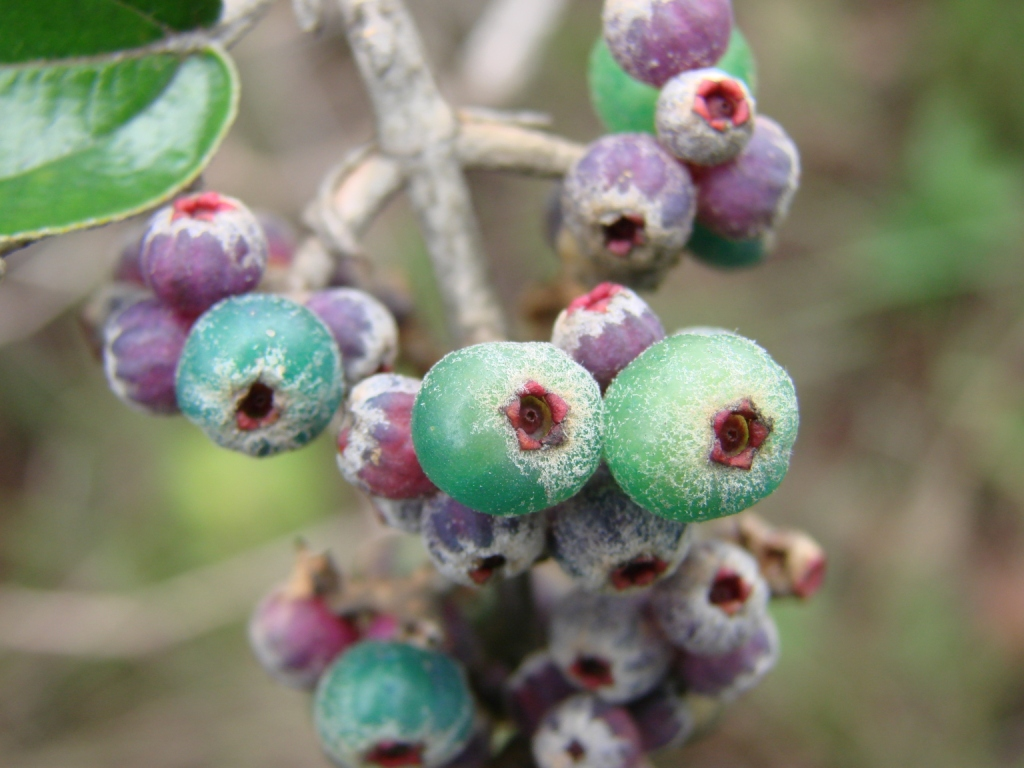
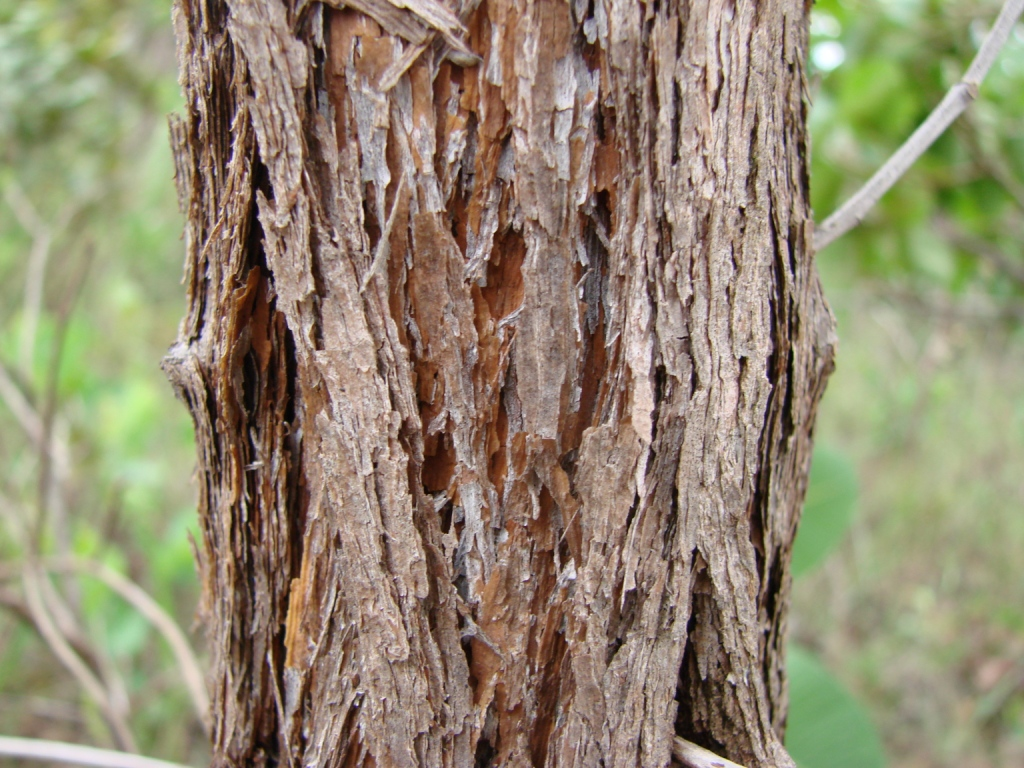